# Prionodraco evansii
Prionodraco evansii är en fiskart som beskrevs av Regan, 1914. Prionodraco evansii ingår i släktet Prionodraco och familjen Bathydraconidae. Inga underarter finns listade i Catalogue of Life.